# Benthophiloides turcomanus
Espèce
Benthophiloides turcomanus est une espèce de gobies que l'on trouve en Asie.

## Description
Il mesure dans les 3 cm .